# Crossandra baccarinii
Crossandra baccarinii är en akantusväxtart som beskrevs av Adriano Fiori. Crossandra baccarinii ingår i släktet Crossandra och familjen akantusväxter. Inga underarter finns listade i Catalogue of Life.